# HD 69830
Désignations
HD 69830 est une étoile de sixième magnitude de la constellation de la Poupe, située à environ ∼ 41 a.l. (∼ 12,6 pc) de la Terre. Elle possède trois planètes ayant approximativement la masse de Neptune, d'où le surnom de « Trident de Neptune » donné au triplet, à l'intérieur d'un disque de poussières détecté par le télescope spatial Spitzer via un excès de rayonnement infrarouge.

## L'étoile
HD 69830, située à la limite nord de la constellation de la Poupe, est une étoile naine orange de la séquence principale assez similaire au Soleil bien qu'un peu plus petite. De type spectral K0V, sa masse est estimée à 0,8 masse solaire, avec une température de surface de 5 150 K et une luminosité de 0,45 fois celle du Soleil. Son âge est estimé à 7-9 milliards d'années, 1,5 à 2 fois supérieur à celui du Soleil. C'est une étoile peu active typique des vieilles étoiles de la séquence principale. Sa distance par rapport au Système solaire, calculée à partir de la parallaxe mesurée par les satellites d'Hipparcos puis de Gaia, est d'environ 41 années-lumière,.

## Disque de poussières

Orbites du système planétaire et du disque de débris - l'étoile et les planètes ne sont pas à l'échelle

Des observations réalisées en 2005 dans le domaine infrarouge par le télescope spatial Spitzer ont permis de détecter un disque de poussières autour de HD 69830. Deux hypothèses différentes ont été proposées par les auteurs de la découverte pour expliquer sa présence.
Selon la première d'entre elles, l'étoile principale serait entourée d'une ceinture d'astéroïdes similaire à la ceinture principale du Système solaire, mais avec une masse totale vingt à soixante fois plus élevée que cette dernière. Cette ceinture serait située à une distance moyenne d'une unité astronomique de HD 69830 (contre environ trois unités astronomiques du Soleil dans le Système solaire). Le disque de poussières entourant l'étoile serait ainsi entretenu par les collisions entre les astéroïdes.
La deuxième hypothèse évoquée est celle d'une très grosse comète, d'une taille équivalente à celle de Pluton, qui aurait été capturée dans une orbite très proche de l'étoile principale. Le disque de poussières serait ainsi constitué des particules s'évaporant de la surface de cette comète.

## Système planétaire
En mai 2006, une équipe internationale d'astronomes a annoncé la découverte de trois planètes orbitant autour de HD 69830. Ce système planétaire est le premier détecté autour d'une étoile semblable au Soleil qui contient plusieurs planètes qui sont toutes de masse nettement inférieure à celle de Jupiter.
Les modèles de formation d'un tel système planétaire montrent que les deux planètes les plus proches de l'étoile (b et c) sont très probablement rocheuses et entourées d'une mince atmosphère. Leur proximité avec l'étoile centrale empêche cependant la formation d'eau liquide à leur surface.
La planète la plus éloignée de l'étoile, HD 69830 d, se situe dans la « zone d'habitabilité » du système, là où la présence permanente d'eau liquide est possible, l'eau étant généralement considérée comme un élément indispensable à l'apparition et au maintien de la vie. Toutefois, compte tenu de la masse très importante de cette planète, les modèles montrent que celle-ci, bien que possédant un noyau rocheux, doit également être entourée d'une atmosphère très importante, rendant la pression à la surface trop élevée pour que de l'eau puisse effectivement perdurer à l'état liquide.
Les planètes ont été découvertes avec le spectromètre HARPS (High Accuracy Radial velocity Planetary Search) sur le télescope de 3,6 mètres de l'Observatoire européen austral situé à La Silla.
| Planète               | Masse      | Demi-grand axe (ua) | Période orbitale (jours) | Excentricité | Inclinaison | Rayon |
| --------------------- | ---------- | ------------------- | ------------------------ | ------------ | ----------- | ----- |
| HD 69830 b            | ≥ 10,48 M🜨 | 0,078 5             | 8,667 ± 0,003            | 0,1 ± 0,04   |             |       |
| HD 69830 c            | ≥ 12,07 M🜨 | 0,186               | 31,56 ± 0,04             | 0,13 ± 0,06  |             |       |
| HD 69830 d            | ≥ 18,43 M🜨 | 0,63                | 197 ± 3                  | 0,07 ± 0,07  |             |       |
| Ceinture d'astéroïdes | —          | 0,93 – 1,16         |                          |              |             |       |